# 小女孩在火車上觀察恋人
《小女孩在火车上观察恋人》，又名《旅行经历》或《偷窥者》，是美国插画家诺曼·洛克威尔的画作。它最初是为1944年8月12日星期六晚邮报的封面而创作的。

## 背景
洛克威尔在与军人及其家人乘坐火车旅行时萌生了创作这幅画的想法。 模特们在拉特兰铁路旁线的一辆未使用的火车车厢里摆出姿势拍摄参考照片。罗克韦尔对他的草图中这对情侣头部周围的区域不满意，这导致了最终的绘画，并用一张额外的纸覆盖了该区域以使这对夫妇的姿势正确。 

## 绘画
《小女孩在火车上观察恋人》描绘了拥挤的旅客列车车厢。可以看到一对不露面的年轻夫妇依偎在其中一个座位上。他们的头靠在一起，双腿缠绕在正前方座位上的一些行李上。 男子的陆军航空军夹克挂在这对夫妇的上方。这幅画的焦点是坐在这对夫妇前面座位上的一个六岁女孩，她的母亲旁边。在两人没有注意到的情况下，她跪在座位上看着他们。 她似乎对亲密的时刻不感兴趣。 背景中可以看到售票员的手臂，手里拿着一张票。在这对夫妇后面的座位上可以看到美国海军水手的“迪克西杯”帽子和他伴侣的头发。
流行艺术历史学家克里斯托弗·芬奇发现这幅画是洛克威尔成熟风格的一个很好的例子，并将这幅画与亨利·卡蒂尔·布雷松照片进行了比较。 
自 1974 年以来，这幅画一直被纽约州罗切斯特纪念美术馆永久收藏
这幅画的铅笔素描是乔治·卢卡斯的个人收藏，并被收录在电影制作人斯蒂芬·斯皮尔伯格及其2010年在史密森尼美国艺术博物馆举办的展览中。  